# Verbesina callilepis
Verbesina callilepis là một loài thực vật có hoa trong họ Cúc. Loài này được S.F.Blake miêu tả khoa học đầu tiên năm 1937.